# ピーアンドピー・キャリア
株式会社ピーアンドピー・キャリア（英称:P&P Career, Inc.）は、かつて東京都新宿区に本社を置いていた労働者派遣会社。前社名は株式会社プレミア・スタッフ（英称:Premier Staff, Inc.）。

## 概要
かつては、ラディアホールディングス（現 プロンプトホールディングス←テクノプロ・ホールディングス←アドバンテージ・リソーシング・ジャパン）に属するオフィス系労働者派遣会社（正確には、GWG時代の旧クリスタル系）であったが、ラディアグループが技術系派遣事業者に特化する方針があったことから、全株を保有していた、ラディアの子会社、ラディアホールディングス・プレミアが全株を手放したため、グループから外れることになった。

## 沿革
- 1989年（平成元年）1月 - 設立。
- 2016年（平成28年）4月 - 株式会社ピーアンドピーが株式会社P&Pホールディングス及び株式会社ピーアンドピー・キャリアを吸収合併[1]。